# Schusterolejeunea inundata
Schusterolejeunea inundata là một loài Rêu trong họ Lejeuneaceae. Loài này được (Spruce) Grolle miêu tả khoa học đầu tiên năm 1980.